# صوت الطفل (تونس)
صوت الطفل هي جمعية إنسانية تونسية ذات بعد اجتماعي وإنساني وهي تدعم الأطفال المحتاجين والذين هم في وضعيات صعبة. الجمعية عضوة في جمعية صوت الطفل الاتحادية الدولية والتي مقرها فرنسا.

أسست الجمعية في 1986 ولديها ثمانية فروع في كل من نابل والقيروان والمنستير وجندوبة وبنزرت وتونس العاصمة ومدنين وقابس. فرعها في هذه الأخيرة افتتح بعد الثورة التونسية في 2011.

تتمثل نشاطاتها الرئيسية في الاعتناء بالأطفال المتخلى عنهم، وتوفير وسائل الترفيه للأطفال في المستشفيات، تأطير ومساعدة الأمهات العازبات، توفير السكن للأطفال المقيمين في المستشفيات، إضافة إلى إجراء دروس في المواطنة في المؤسسات التعليمية.

## مقالات ذات صلة
- صوت الطفل

## روابط خارجية
- الصفحة الرسمية لفرع جمعية صوت الطفل بنابل على الفيسبوك.
- الصفحة الرسمية لجمعية صوت الطفل بالقيروان